# الدوادمی
شهر الدوادمی (به عربی: الدوادمی) در استان ریاض در کشور عربستان واقع شده‌است. جمعیت این شهر ۵۳٫۰۷۱ نفر است.